# محمد باسم
محمد باسم (عربی: محمد باسم؛ زادهٔ ۳ ژوئیهٔ ۱۹۹۵) بازیکن فوتبال است.
وی همچنین در تیم‌های ملی فوتبال زیر ۲۳ سال و بزرگسالان فلسطین بازی کرده‌است.